# Ford Essex V6 (канадский двигатель)
Ford Essex V6 — серия шестицилиндровых бензиновых двигателей внутреннего сгорания в конфигурации 90°, выпускавшихся компанией Ford Motor Company с 1981 по 2007 год в Уинсоре.

## 3,8 л
Первый канадский Essex V6 был представлен в 1982 году на Ford Granada. Диаметр цилиндра двигателя составлял 96,8 мм, ход поршня — 86 мм, рабочий объём — 3797 см3. В большинстве случаев двигатели оснащались двухкамерным карбюратором Motorcraft 2150. На Lincoln Continental и California Granada-Cougar-Thunderbird-XR7 устанавливался карбюратор Motorcraft 7200 с регулируемым режимом вентури. Инжекторная система подачи топлива, появившаяся в 1984 году, увеличила мощность до 89 кВт (120 л. с.) при 3600 об/мин, а крутящий момент — до 278 Н·м при 1600 об/мин. 
В 1988 году стандартной опцией стал многоточечный впрыск топлива (однопортовый), благодаря которому мощность была увеличена до 89 кВт (120 л. с.) при 3600 об/мин, а крутящий момент — до 292 Н·м при 2400 об/мин. Двигатели, модернизированные с помощью модуля управления трансмиссией Ford EEC-V (PCM), получили небольшое увеличение мощности до 155 л.с. (116 кВт), если у них уже не было других усовершенствований для увеличения мощности сверх этого. Полицейские варианты Ford Taurus (1991—1995), Lincoln Continental (1991—1994) и Ford Windstar (1995) оснащались высокопроизводительными версиями 3,8-литрового двигателя Essex V6, которые выдавали мощность 116—119 кВт (155—160 л. с.) и крутящий момент 298—305 Н·м в зависимости от применения и модельного года.
3,8-литровый V6 с SPI был представлен на Windstar 1996 года выпуска. При степени сжатия 9,3: 1 этот двигатель развивал мощность 200 л.с. (149 кВт) при 5000 об/мин и крутящий момент 312 Н⋅м при 3000 об / мин. На верхнем впускном коллекторе, расположенном со стороны пассажира в передней части, есть наклейка с надписью «Split Port Induction».
В 1999 году 3,8-литровый двигатель, применяющийся в Ford Mustang, был обновлён для использования головок цилиндров с раздельными отверстиями, первоначально представленных на Windstar, но не использовавших IMRC, оставлявших все двенадцать впускных каналов постоянно открытыми. Мощность составляла 142 кВт (190 л. с.) при 5250 об/мин, а крутящий момент — 305 Н⋅м при 2800 об/мин.
Применения:
- 1982 Ford Granada
- 1982—1983 Ford F-100
- 1982—1997 Ford Thunderbird и Mercury Cougar
- 1982—1986, 1994—2004 Ford Mustang
- 1982—1986 Mercury Capri
- 1983—1986 Ford LTD и Mercury Marquis
- 1988—1995 Ford Taurus и Mercury Sable
- 1988—1994 Lincoln Continental
- 1995—2003 Ford Windstar

### С турбонаддувом
Турбодвигатель дебютировал в 1989 году на Thunderbird Super Coupe и Cougar XR-7. Изначально его мощность составляла 157 кВт (210 л. с.) при 4000 об/мин, а крутящий момент — 427 Н·м при 2600 об/мин. Степень сжатия снижена до 8,2:1. В 1994—1995 годах мощность была увеличена до 172 кВт (230 л. с.) при 4400 об/мин, а крутящий момент — до 447 Н⋅м при 2500 об/мин. В то же время степень сжатия была увеличена до 8,6:1. В 1995 году производство турбодвигателя прекратилось.
Применения:
- 1989—1995 Thunderbird Super Coupe
- 1989—1990 Cougar XR-7

## 3,9 л
3,9-литровый двигатель был представлен в 2004 году с диаметром цилиндра 96,8 мм и ходом поршня 88 мм. Рабочий объём составлял 3886 см3. Впервые двигатель был представлен 7 октября 2004 года на Ford Mustang, затем в 2005 году на смену пришёл Ford Cologne V6. До 2007 года двигатель устанавливался на Ford Freestar.
Применения:
- 2004 Ford Mustang
- 2004—2007 Ford Freestar

## 4,2 л

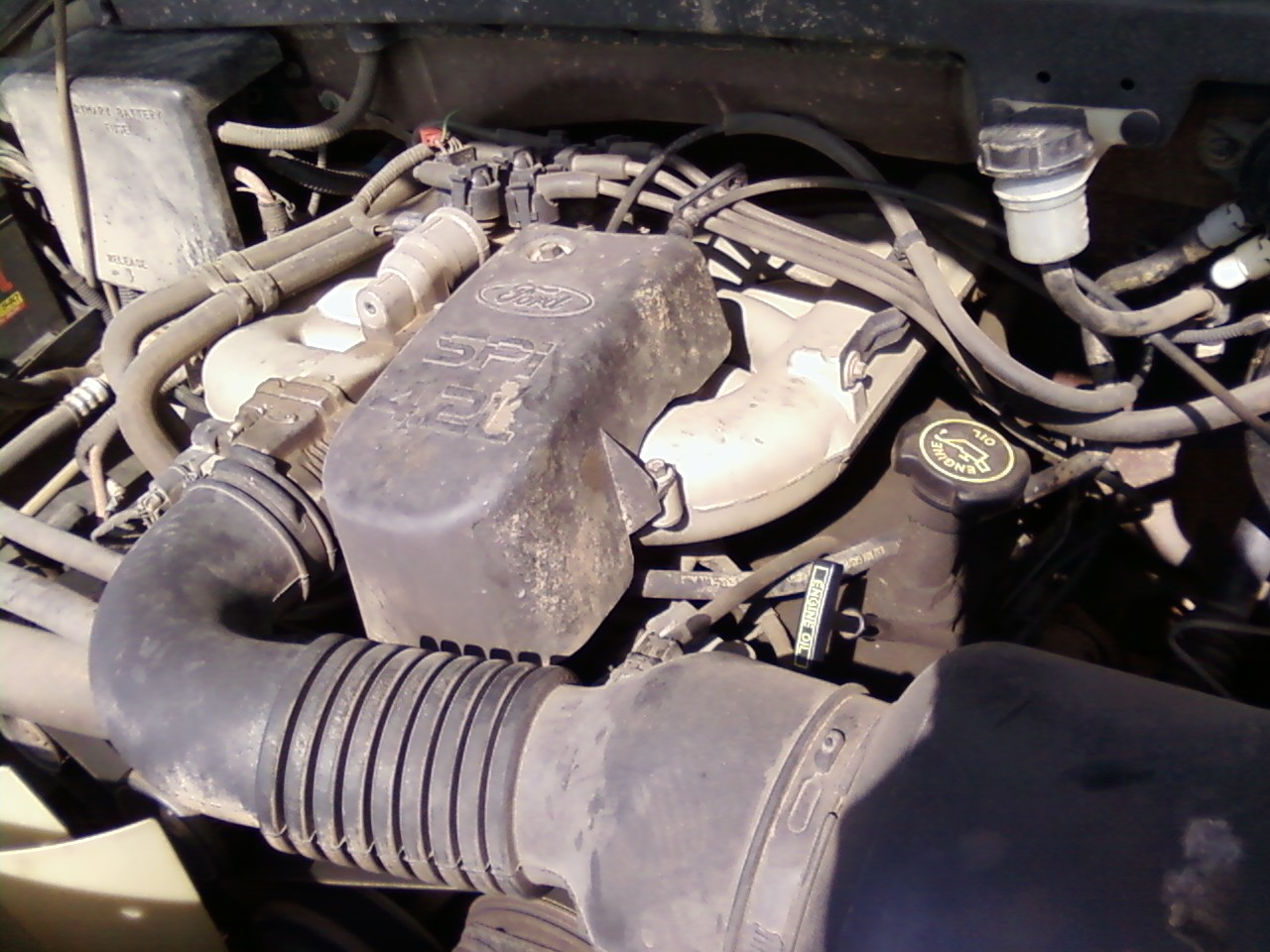
4,2-литровый Essex V6 на F-150 (1998)

4,2-литровый двигатель впервые был представлен в 1997 году. Его ход поршня удлинён до 95 мм, а рабочий объём составляет 4195 см3. Мощность составляла 153 кВт (205 л. с.) при 4750 об/мин, а крутящий момент — 353 Н⋅м при 3000 об/мин. Газомоторная версия, получившая индекс ESG-642, выпускалась компанией Ford Power Products до 2015 года. В качестве топлива применялись бензин, природный или сжиженный газ. Преемником стал 3,7-литровый CSG-637 на базе Cyclone.
Применения:
- 2004 Ford Mustang
- 2004—2007 Ford Freestar